# The King of Fighters '99
The King Of Fighters '99 es el sexto videojuego de la saga The King of Fighters. Introduce nuevos elementos como el Striker Match y Counter Mode, e incrementa la cantidad de personajes por equipo de tres a cuatro. El juego es la primera parte de la trilogía de NESTS la cual es una organización oculta que planea dominar el mundo, esta parte introduce el concepto de los clones de Kyō Kusanagi y K', que sería el personaje principal de la historia.

## Argumento y novedades
Dos años han transcurrido desde el último torneo The King of Fighters, puesto que The King of Fighters '98 no es considerado canon. Nada se sabe de Kyo Kusanagi y de Iori Yagami, los cuales han desaparecido después de que derrotaran a Orochi junto a Chizuru Kagura. Kyo es reemplazado como protagonista de la saga por K', un misterioso joven que no recuerda nada de su pasado ni de su identidad. Se produce la nueva convocatoria del torneo The King of Fighters '99, sin embargo, su patrocinador se mantiene en secreto.
El incremento de participantes por equipo, así como elementos de la historia de los desaparecidos Kyo y Iori obligó el reordenamiento de varios de los equipos, siendo los más notables los del equipo de mujeres y el equipo japonés. Con Kyo desaparecido, sus compañeros Shingo Yabuki y Benimaru Nikaido se juntaron con dos misteriosos luchadores, K' y Maxima; Mai Shiranui finalmente es aceptada en el Equipo Fatal Fury después de seis torneos; Yuri Sakazaki, trabajando con su hermano Ryo Sakazaki y el amigo de la familia Robert Garcia, es aceptada por su padre Takuma Sakazaki en el Equipo Art of Fighting, que por primera vez cuenta con todos los Sakazaki como integrantes; King, por su parte, se vio forzada a armar un nuevo equipo femenino, reintroduciendo a Kasumi Tōdō (procedente de la saga Art Of Fighting), la cual fue vista por última vez en The King of Fighters '96, juntamente con Li Xiangfei (de Real Bout Fatal Fury 2) y Blue Mary, la cual abandona el Equipo Outlaw después de descubrir que había sido engañada por Geese Howard (el Equipo Outlaw no se presenta a este torneo); en el Equipo Psycho Soldier se introduce un nuevo personaje, Bao, un muchacho de carácter tímido pero con unos poderes psíquicos latentes abrumadores; en el Equipo Ikari Warriors se presenta a Whip, una joven que padece amnesia pero que se une al torneo por instrucción de Heidern; por último, en el Equipo Korea se introduce a Jhun Hoon, un maestro del taekwondo que comparte una relación de amistad-rivalidad con Kim Kaphwan.
Durante el torneo se revela a una gran cantidad de clones idénticos a Kyo Kusanagi; estos se despliegan por algunas de las principales ciudades del mundo: París, Nueva York, Tokio, Pekín, Los Ángeles, etc. coordinados por misteriosos sujetos, al igual que un hombre similar a K' que parece aguardar a los vencedores del torneo.
El Equipo Hero integrado por K', Maxima, Benimaru y Shingo llega a la final del torneo, que tiene lugar en el subsuelo, cerca de las alcantarillas, donde se revela un gran laboratorio subterráneo. Mientras eso sucede, Heidern y sus hombres descubren a los clones de Kyo Kusanagi desplegados por las principales ciudades y envía al Equipo Ikari Warriors, a la vez que el Equipo Hero se presenta ante el patrocinador del torneo, el cual desafía a los vencedores. Tras un primer combate, el patrocinador revela su auténtica identidad: Krizalid, afirmando que convocó el torneo para reunir los datos de batalla de los vencedores, y que los ha empleado para activar el poder de los clones de Kyo Kusanagi, los cuales tomarán control de las principales ciudades del globo. Krizalid confiesa que el auténtico propósito de su organización era capturar al verdadero Kyo Kusanagi, pero que debido a que este desapareció tras el torneo The King of Fighters '97 tuvieron que conformarse con fabricar clones de este y que K' es otro de esos clones, por ello es por lo que no posee recuerdos de su pasado. Krizalid descubre su verdadero poder y se lanza a por el Equipo Hero; Benimaru y Shingo son derrotados, quedando únicamente en pie K' y Maxima pero muy debilitados. En ese momento, el verdadero Kyo Kusanagi hace aparición, derrotando a Krizalid.
Tras ser vencido, Krizalid insiste en activar a los clones pese a no poder acumular todo el poder del Equipo Hero, sin embargo, sus superiores lo deniegan, afirmando que los clones han sido reducidos por Heidern y sus hombres. Al considerar que su misión ha llegado a su fin, afirman que todos los clones de Kyo van a ser neutralizados, incluyendo al propio Krizalid. Tras salvar a sus antiguos camaradas, Kyo se marcha sin mediar palabra tras detectar el poder de su viejo rival, Iori Yagami. El laboratorio es consumido por una gran explosión con Krizalid en su interior, mientras que una voz proclama que ellos son el cártel de NESTS, cuyo objetivo es la dominación mundial y afirmando que K' fue el primer sujeto con el que se experimentaron los poderes de Kyo Kusanagi. Benimaru y Shingo escapan, mientras que Kyo proclama que se vengará de NESTS. K' y Maxima, los cuales revelan ser antiguos miembros de NESTS se quedan para neutralizar a los soldados de la organización.

## Personajes
- En esta entrega se forman los equipos con 4 integrantes.

| Hero Team - K' - Máxima - Benimaru Nikaido - Shingo Yabuki Fatal Fury Team - Terry Bogard - Andy Bogard - Joe Higashi - Mai Shiranui Art of Fighting Team - Ryo Sakazaki - Robert Garcia - Yuri Sakazaki - Takuma Sakazaki Ikari Warriors - Leona Heidern - Ralf Jones - Clark Steel - Whip | Psycho Soldiers Team - Athena Asamiya - Sie Kensou - Chin Gentsai - Bao Women Fighters Team - King - Blue Mary - Kasumi Todoh - Li Xiangfei Korea Team - Kim Kaphwan - Chang Koehan - Choi Bounge - Jhun Hoon | Personajes sin equipo - Kyo-1 - Kyo-2 - Kyo Kusanagi - Iori Yagami Jefe - Krizalid |

### KOF 99 EVOLUTION
Es una versión actualizada de KOF ´99 lanzada en Sega Dreamcast donde se añaden escenarios en 3D, Arrange Soundtrack, Extra Strikers y capacidad para conectarte al Neo Geo Pocket para interactuar con el juego The King of Fighters: Battle de Paradise el cual nunca fue lanzado en América. 
Extra Strikers:
- Vanessa (Preparando debut para KOF 2000)
- Seth (Preparando debut para KOF 2000)
- Syo Kirishima (Prototipo de Kyo Kusanagi)
- Chizuru Kagura
- Fiolina Germi (Metal Slug)
- Gai Tendo (Buriki One)
- Ryuji Yamazaki
- Billy Kane
- Alfred Airhawk (Real Bout 2)
- Athena Asamiya (Uniforme Escolar)
- Another Kyo Kusanagi
- Goro Daimon

Tiempo después el juego fue lanzado en PlayStation 2 en un compilatorio de la Saga NESTS exclusivo para Japón donde junto con KOF 2000 y 2001 se les implementó modalidad de juego en línea, cambiar banda sonora y editar los colores de los personajes. Hasta el día de hoy el compilatorio nunca se ha lanzado en Occidente.

## Finales secretos
En el juego del King of Fighters 99 existen tres finales secretos:
- 1. Es con el equipo Psycho Soldiers que si se llega a derrotar a Krizalid o Kyo o Iori (si en caso se pelea con ellos dos) usando a Kensou aparecerá un final secreto donde Kensou llega a liberar un poder oculto cuando rescata a Athena cuando quedó atrapada por unas piedras cuando iban huyendo de la base Nest cuando se estaba derrumbando.
- 2. Con el equipo Fatal Fury si Mai Shiranui llega a vencer a Krizalid a Kyo o Iori, también hay un final secreto este final llega a ser muy diferente que aquí los 4 integrantes llegan a huir de la Base Nest y cuando están a salvo Mai llega a pedirle a Andy que cumpla con su compromiso de casarse con ella, el cual Andy no quiere, sale huyendo de Mai (aquí se da a entender posiblemente porque se desintegró Mai del Fatal Fury)
- 3. En el final con Kyo, Iori, Kyo-1 y Kyo-2 al final de haber derrotado a Krizalid solo aparecen Kyo e Iori y discuten de un plan que crearon